# Paractocharis orousseti
Paractocharis orousseti is een keversoort uit de familie van de kortschildkevers (Staphylinidae). De wetenschappelijke naam van de soort is voor het eerst geldig gepubliceerd in 1990 door Pace.